# Engelmannsgran
Engelmannsgran (Picea engelmannii) är en tallväxtart som beskrevs av Charles Christopher Parry och Georg George Engelmann. Engelmannsgran ingår i släktet granar, och familjen tallväxter. IUCN kategoriserar arten globalt som livskraftig. Arten förekommer tillfälligt i Sverige, men reproducerar sig inte.
Arten förekommer i Klippiga bergen och i angränsande kulliga områden från British Columbia i Kanada till norra Mexiko. Den hittas mellan 600 och 4000 meter över havet. Engelmannsgranen växer i regioner med långvariga och snörika vintrar samt med kyliga somrar. Arten kan bilda skogar där den dominerar eller barrskogar tillsammans med Abies lasiocarpa, arter av tallsläktet, Pseudotsuga menziesii, Larix occidentalis eller Picea glauca.

## Underarter
Arten delas in i följande underarter:
- P. e. engelmannii
- P. e. mexicana

## Bildgalleri

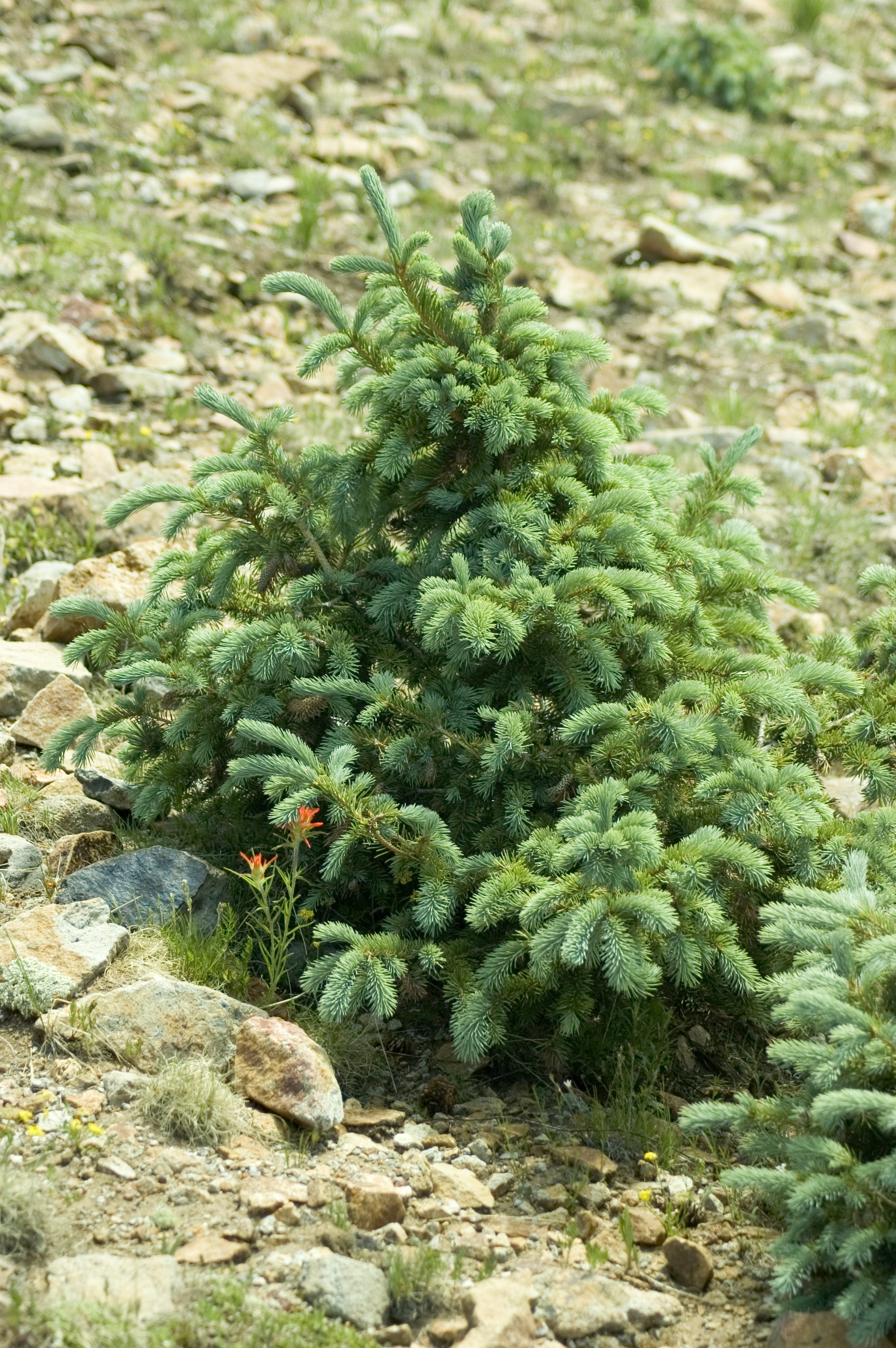
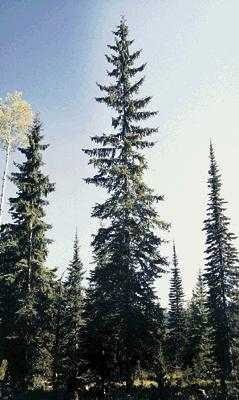
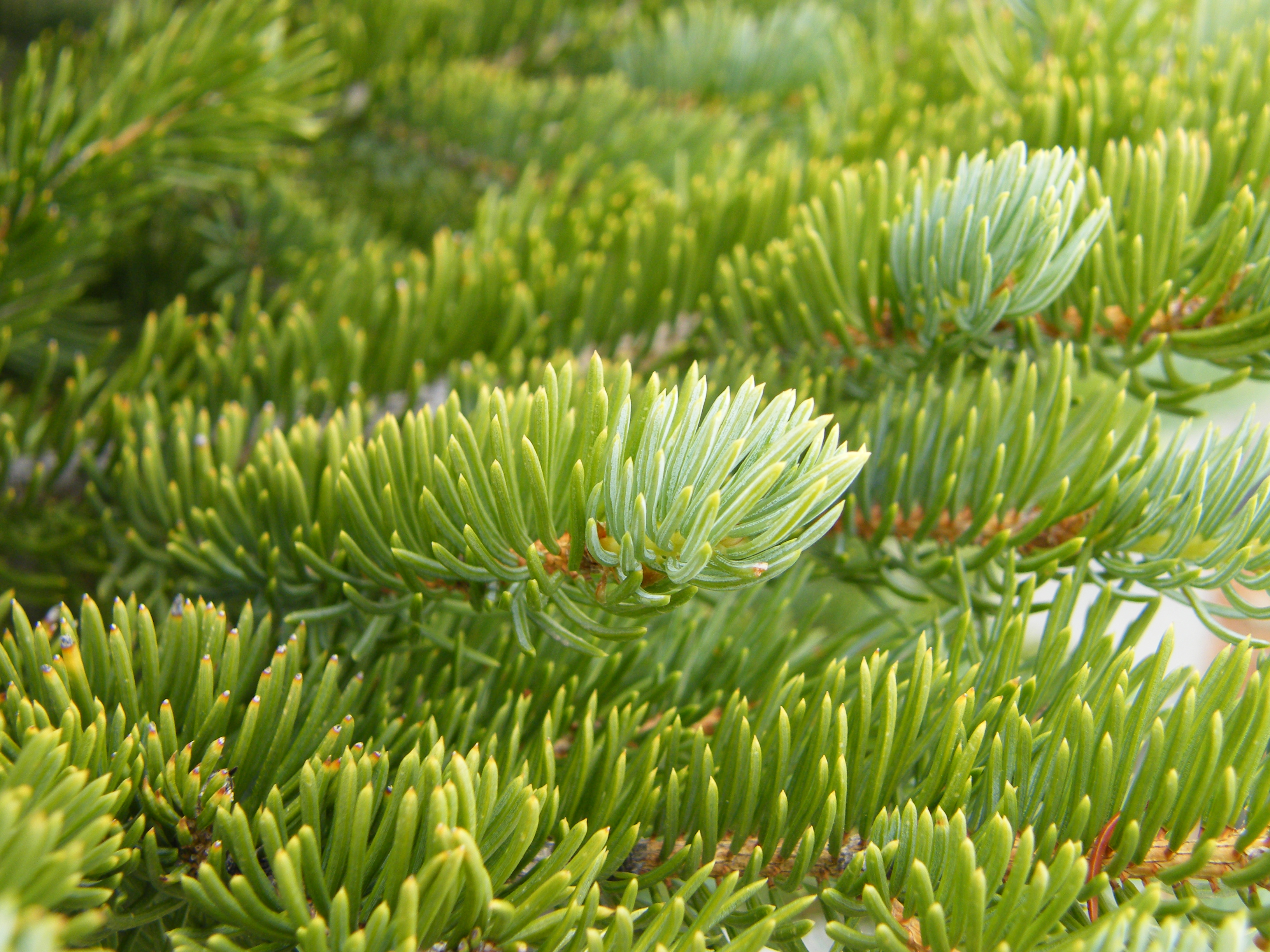
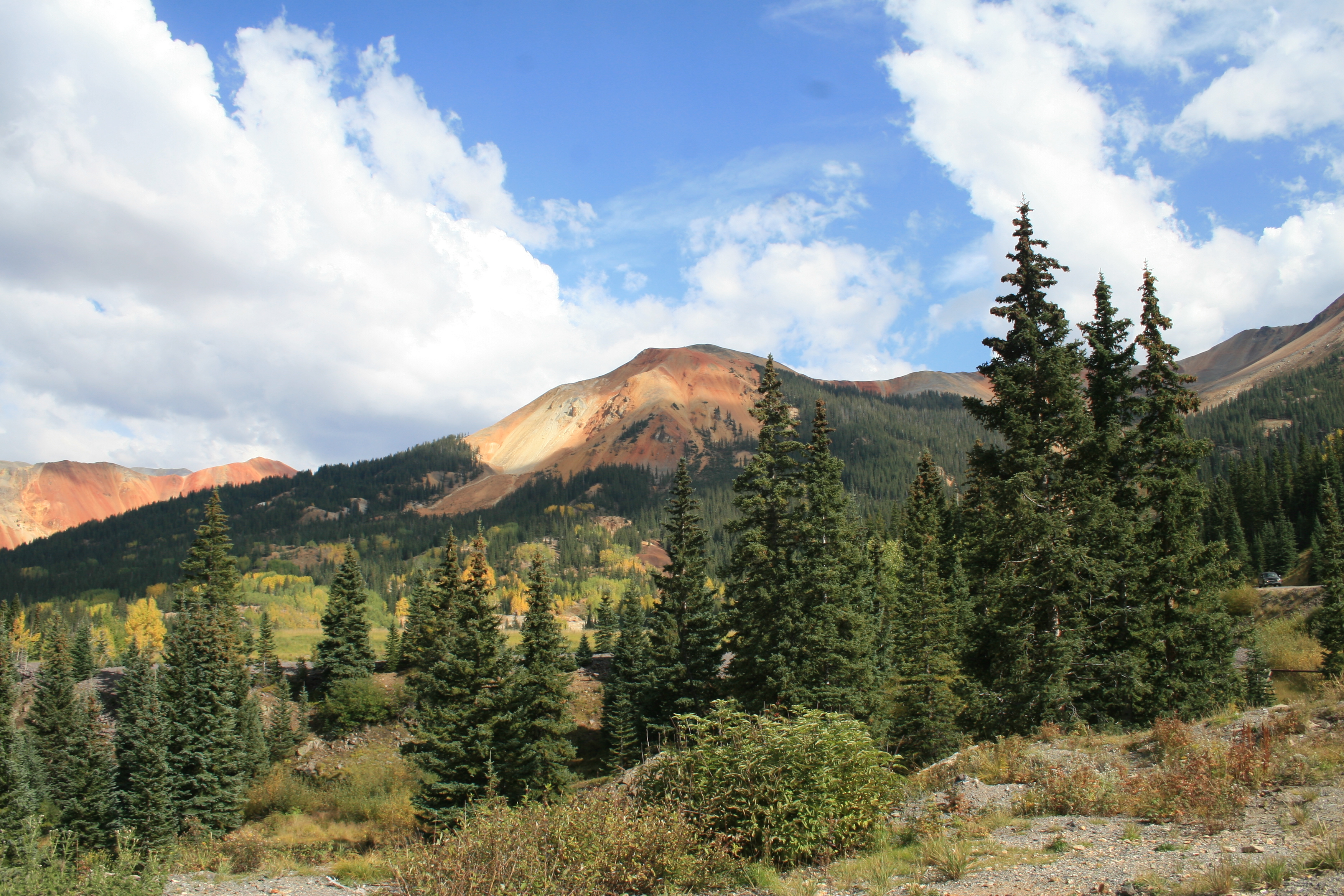
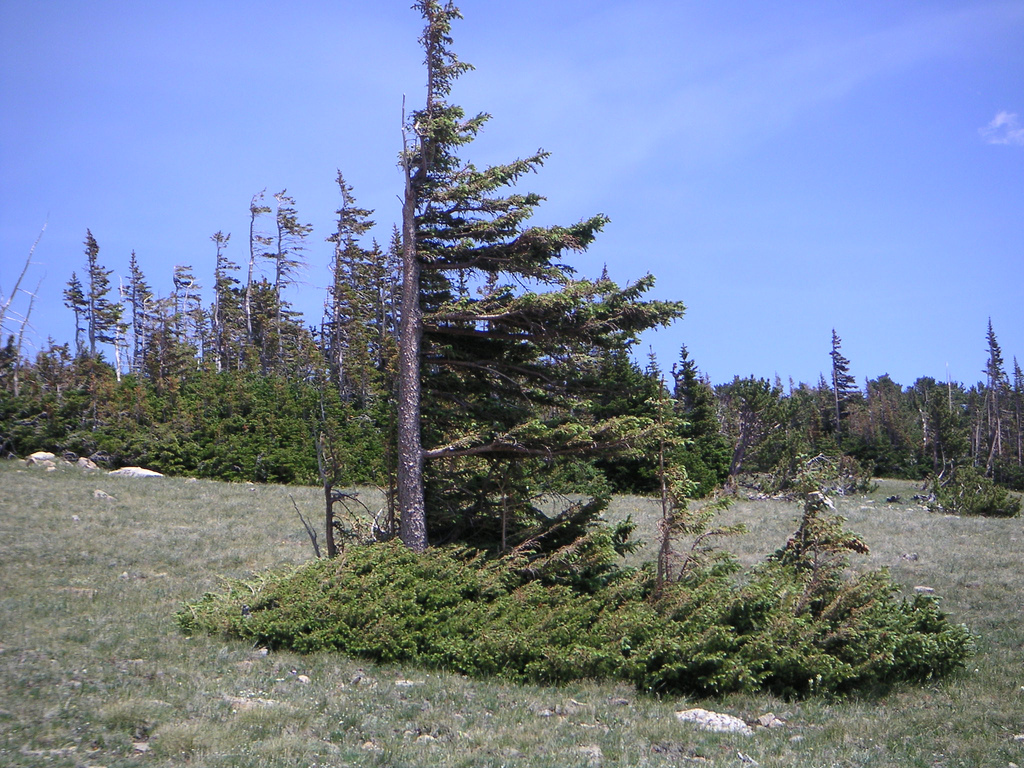
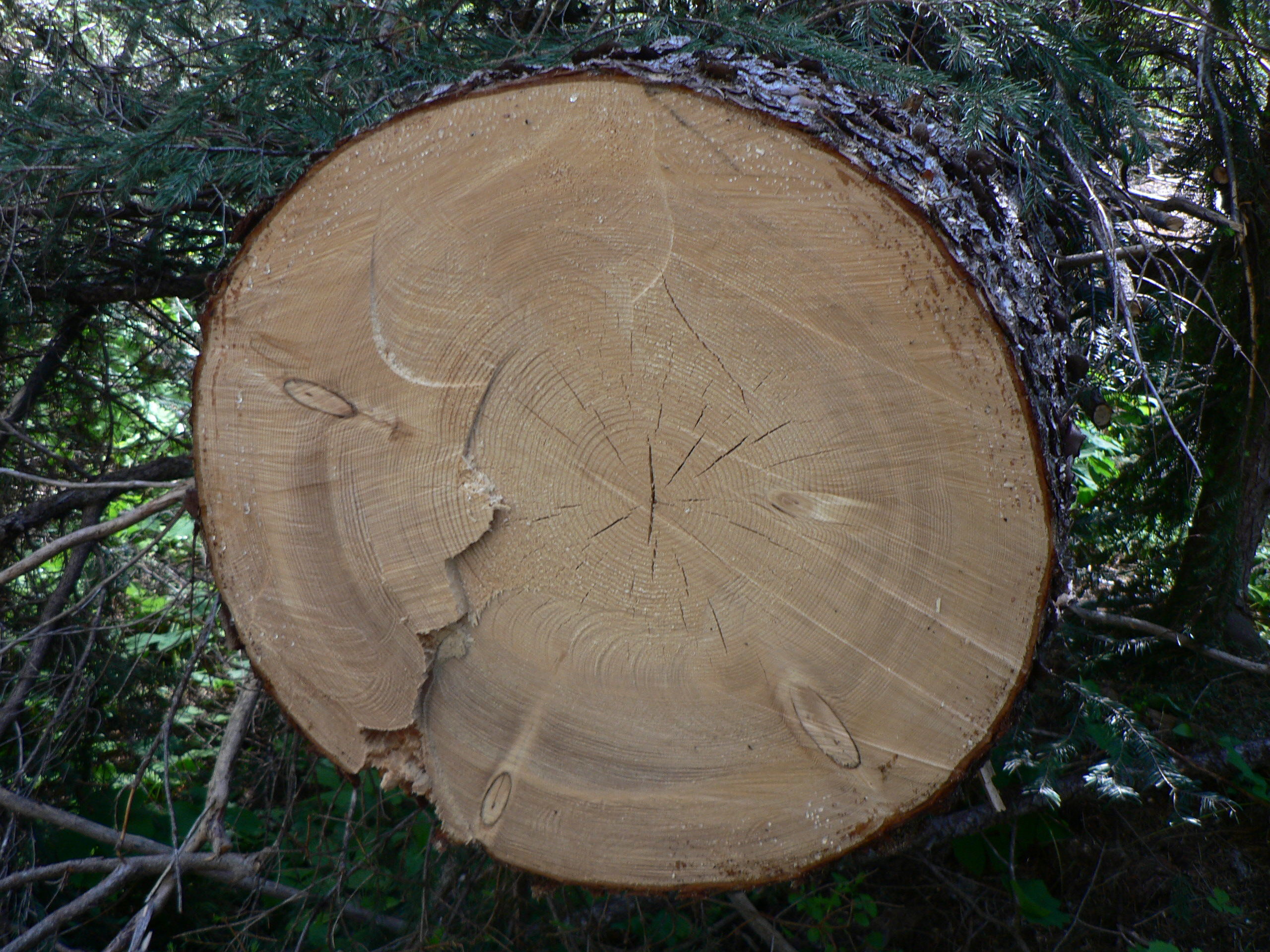